# بندر کنگ
بندر کُنگ یکی از شهرهای تابعه شهرستان بندر لنگه در استان هرمزگان است. این شهر که در کرانه ساحل خلیج فارس واقع شده، یکی از بنادر تاریخی و تجاری استان هرمزگان و نیز یکی از قدیمی‌ترین بنادر ایران محسوب می‌شود.
بندر کنگ چسبیده به شهر بندرلنگه و ۱۶۵ کیلومتر تا بندرعباس مرکز استان هرمزگان فاصله دارد.

## مردم‌شناسی
در گذشته اکثر مردم شهر عرب زبان بوده اند. اگر چه هم اکنون اعراب در این شهر هستند اما گویشوران فارسی زبان بیشتر هستند.

## جمعیت
جمعیت شهر کنگ طبق سرشماری عمومی نفوس و مسکن در سال ۱۳۹۰، برابر با ۱۶۴۹۶ نفر (۴۰۰۹ خانوار) است. جمعیت آن در سال ۱۳۸۵، برابر با ۱۴۸۹۴ نفر بوده‌است.

## تاریخچه کنگ
بیشتر تاریخچه بندر کنگ به بندری بودن آن مرتبط است. در گذشته در بندر کنگ کشتی‌های بزرگ مانند بوم و بغله وجود داشته که ملاحان (دریانوردان) برجسته کنگی با آن‌ها سفرهای دریایی طولانی داشتند و کالاهایی مانند خرما، گل سرخ، المستکی، جوز، لوز، و سجاده را به هند، آفریقا، بصره، مومباسا و خرمشهر می‌بردند و از آنجا هم چوب، چای و پارچه به بندر کنگ می‌آوردند.
گاهی این کشتی‌ها در گوران در راس جزیره قشم برای تعمیر کشتی‌های خود لنگر می‌انداختند.
در دوران تسلط پرتغالی‌ها شهر کنگ یکی از مراکز مهم دولت پرتغال بوده است. آنان لنگرگاهی در کنگ ساخته بودند که کشتی‌های بزرگشان در آن لنگر می‌انداختند، همچنین قلعه بزرگی ساخته بودند که مقر حکومت آن‌ها بود، آثار این قلعه در کنار دریا باقی مانده‌است. وقتی که آب دریا مَد می‌یابد آب اطراف بقایای این قلعه را فرا می‌گیرد، اما وقتی که آب دریا در حالت جزر است قسمتی بزرگی از قلعه نمایان می‌شود، این قلعه نزد مردم کنگ به قلعه پرتغالی‌ها معروف است.
تجار در بندر کنگ منازلی را نیز برای خودشان ساخته بودند که اغلب این خانه‌ها از سنگ و گچ ساخته شده بود و در بالای آن‌ها نیز بادگیر وجود داشت.

### راهقلعه لشتان
گفته شده است که از قلعه پرتغالی‌ها تا قلعه لشتان که بر فراز کوه‌های بار چاه واقع است راهی زیرزمینی که قسمتی از این راه مانند تونل بوده ساخته بودند و از کنگ به قلعه لشتان می‌رفتند، مخصوصاً در ایام جنگ و آشوب، از این راه نیز ذخیره و مهمات برای کسانی که در قلعه لشتان سنگر گرفته بودند می‌رساندند.

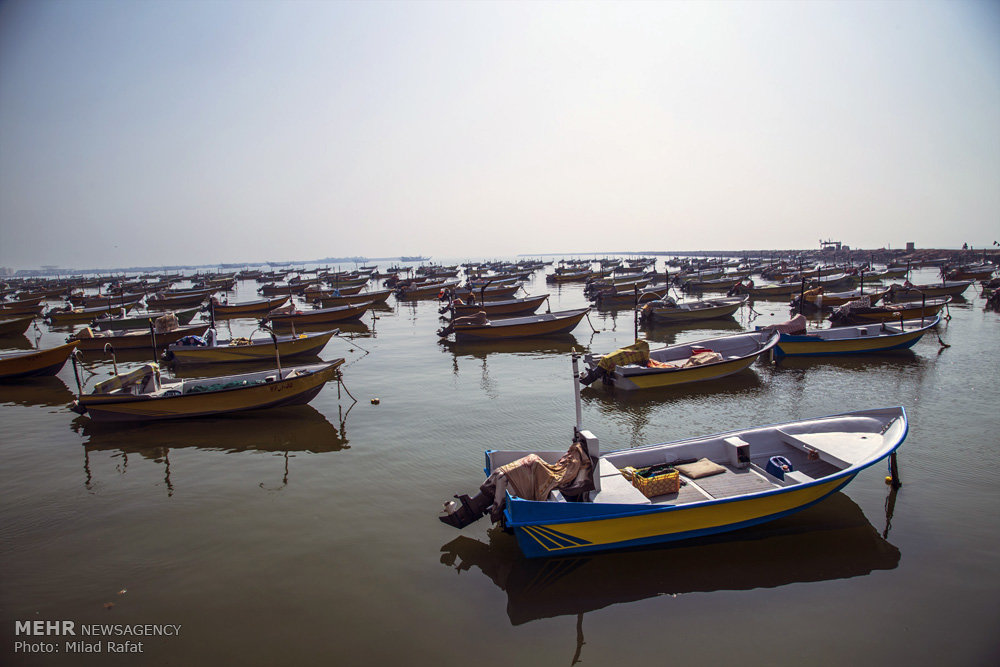
لنگرگاه قایق‌ها در بندر کنگ

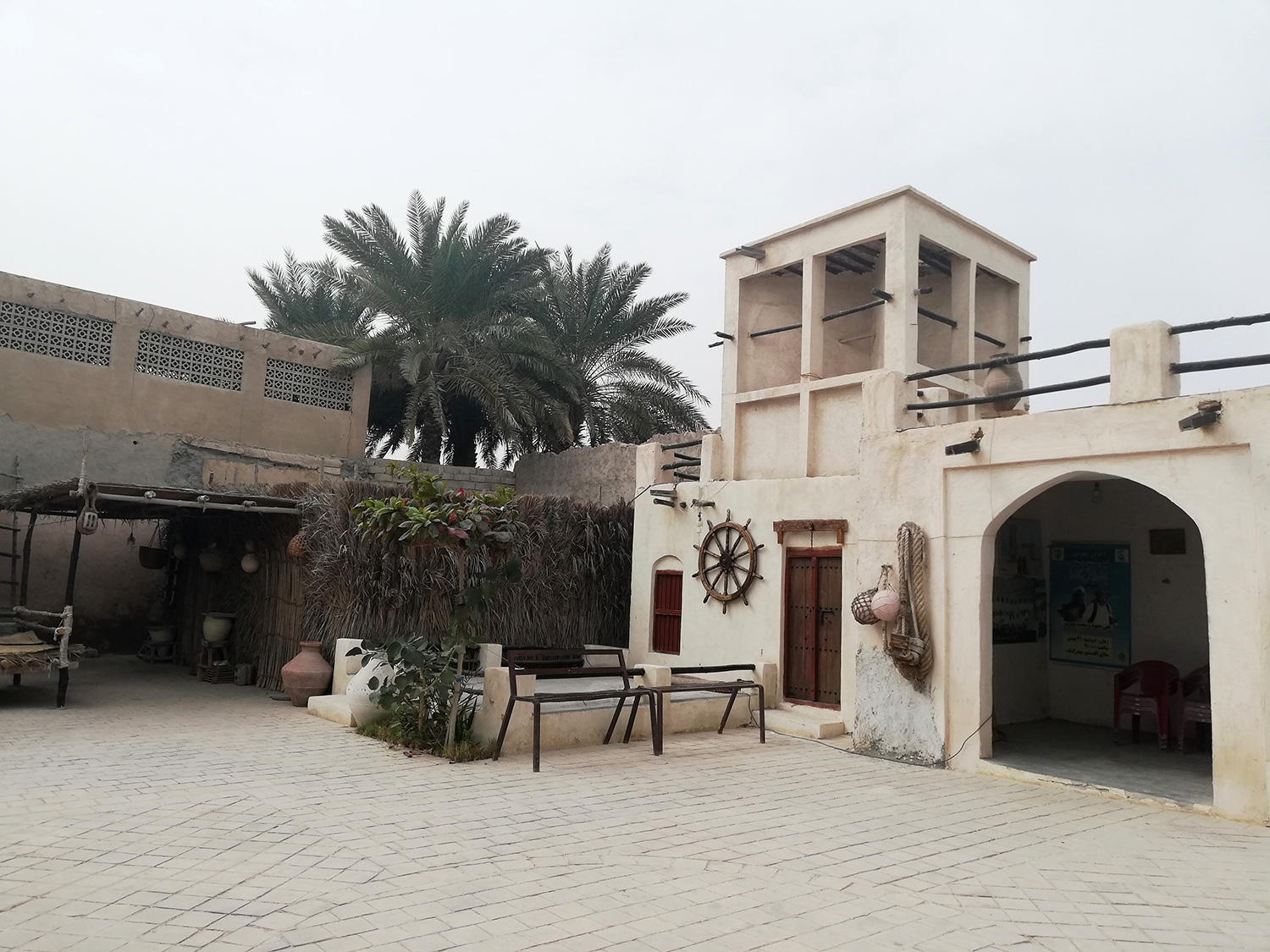
موزه مردم‌شناسی بندرکنگ

## بافت تاریخی بندر کنگ
بندر تاریخی کنگ دارای قدمتی بیش از ۳۰۰۰ سال است و بر اساس متون تاریخی، هسته این شهر در طول این دوران پنج بار تغییر مکان داده و آنچه امروز کنگ نامیده می‌شود با قدمتی بیش از ۴۰۰ سال دارای بافتی سالم، پویا، سرزنده و ارزشمند بوده و زندگی در آن جریان دارد.
در بندر کنگ آنچه بیش از همه به چشم بیاید معماری خانه‌ها و بادگیرهای بلندی است که در نقاط مختلف این شهر دیده می‌شود. مساحت کلی بندر کنگ ۵ کیلومتر مربع است از این مقدار ۵۸ هکتار (که تقریباً یک دوازدهم از مساحت کل شهر را شامل می‌شود) بافت تاریخی است که سال ۱۳۸۱در فهرست آثار ملی کشور به ثبت رسیده و مقدمات ثبت این بندر تاریخی در فهرست میراث جهانی یونسکو نیز در حال انجام است. مابقی مساحت شهر جزو بخش توسعه‌یافته محسوب می‌شود.

## روند ثبت در فهرست میراث جهانی یونسکو
ضرورت تهیه طرح ویژه بندر کُنگ برای ثبت جهانی و با هدف توسعه گردشگری و صنعت توریسم و صیانت و حفاظت از میراث‌فرهنگی کشور در جلسه شورای‌عالی شهرسازی و معماری ایران در سال ۹۶ مورد بررسی قرار گرفت.
پیروز حناچی معاون وقت معماری و شهرسازی وزیر راه و شهرسازی بندر کنگ را «یکی از مرواریدهای خلیج فارس و از ذخایر فرهنگی غنی منطقه جنوب» دانست که دست‌نخورده باقی‌مانده‌است. به گفتهٔ وی؛ «جای خوشوقتی است که این بندر تاکنون به وضعیت فعلی باقی‌مانده و باید تلاش کرد تا این گنجینه باارزش، حفظ و صیانت شود.»
محمدحسن طالبیان، معاون میراث‌فرهنگی سازمان میراث‌فرهنگی، صنایع‌دستی و گردشگری نیز که خود از پیشنهاددهندگان تهیه طرح ویژه برای بندر کنگ بوده‌است دربارهٔ بافت تاریخی این بندر گفت «نکته قابل‌توجه بندر کنگ این است که مانند بندر لنگه نابوده نشده و به تازگی نوسازی‌هایی در حال شکل گرفتن است که در صورت گسترش، می‌تواند بافت تاریخی بندر کنگ را به دلیل ناهمگونی مورد آسیب جدی قرار دهد.» به گفتهٔ وی؛ «برای حفظ بندر کنگ، پرونده ثبت جهانی آن در دست تهیه قرار دارد تا از هویت خلیج فارس مردم منطقه جنوب ایران، منتفع شوند.»
با ثبت جهانی شدن این بندر و گسترش رفت و آمد گردشگران و محققان، فرهنگ برخورد با گردشگران نیز باید در بافت تاریخی باید با همکاری مردم بومی تقویت شود چرا که حضور گردشگران در کنار ابعاد فرهنگی و اجتماعی گسترده‌ای که برای رونق بافت دارد، به رونق اقتصادی شهر نیز کمک خواهد کرد.

## جاذبه‌های تاریخی و گردشگری

### موزه مردم‌شناسی بندر کنگ
این موزه با همت جمعی از افراد نیکوکار، ناخداها و جاشوهای این بندر و شهرداری بندر کنگ تأسیس شده و در آن مجموعه‌های مهم دریانوردی، آداب و رسوم، معماری، صنایع دستی و نوع پوشش و خوراک مردم قدیم و جدید بندر کنگ به نمایش درآمده است. ساختمان این موزه یک خانهٔ بزرگ تاریخی است که با مرمت و به‌سازی به موزه تبدیل شده‌است.

### لنج بوم مسی
بنای یک لنج بزرگ بتنی که به یادبود قربانیان لنجی به همین نام در بیش از یکصد سال قبل ساخته شده‌است.

### قلعه پرتغالی‌ها
در غرب بندر کنگ در کنار ساحل یک برج مدور ساخته‌شده از سنگ و ساروج و بنای باقیمانده از یک قلعه بزرگ و قدیمی است که گفته می‌شود بخشی از قلعه‌ای است که متعلق به دوران حضور پرتغالی‌ها در خلیج فارس بوده‌است.

### برکه دریا دولت
در بیرون از شهر کنگ از سمت شمال یک آب‌انبار (برکه) بسیار بزرگی وجود دارد که به خاطر بزرگی این برکه «دریا دولت» نامیده شده‌است، به خاطر وسعت این برکه فقط نیم سقف دارد و سقفش کامل نیست مانند سایر برکه‌ها که سقف کامل دارند. خانه‌های قدیمی کنگ از سنگ و گچ ساخته شده‌است و در بالای آن‌ها بادگیر وجود دارد، مخصوصاً خانه‌های تجار که در آن دوران در بندر کنگ زندگی می‌کردند.
در بندر کنگ آب‌انبارهای زیادی وجود دارد؛ اما بُرکَه دریادولت که در بیرون و شمال بندر کنگ واقع‌شده، آب‌انباری تاریخی ست که از سایر آب‌انبارهای این منطقه متمایز است. این آب‌انبار یا به گویش محلی بُرکَه، بنایی مدور به قطر ۲۸ و عمق ۱۴ متر است. دیواره‌ای با ارتفاع ۳ متر و ضخامت در حدود یک متر پیرامون آن را پوشانده و برخلاف اغلب آب‌انبارهای این منطقه سقف ندارد. این برکه را به دلیل وسعت آن «دریا دولت» نامیده‌اند و احتمالاً همین بزرگی باعث شده که تنها بخشی از آن دارای سقف باشد.

### خانه گلبتان
خانه گلبتان یکی از آثار تاریخی این شهراست  که از دوران قاجار به جای مانده، است. این خانه تاریخی دارای ساختار بسیاری زیبایی است که در نگاه اول چشم هر بیننده ای را به خود خیره می کند. این مکان داراری چندین بادگیر، درب و پنچره های چوبی قدیمی و چندین اتاق و سالن بزرگ هست.
این ساختار شگرف باعث شده این بنا در سال 1377 به لیست آثار ملی ایران اضافه شود.

### موزه شخصی محمد ابراهیمی
محمد ابراهیمی یکی از ناخدایان بندر کنگ است، که پس از بازنشستگی خود از کار دریا وقت‌اش را صرف جمع‌آوری مجموعه‌ای از تجهیزات دریایی و لنج‌رانی کرد و موزه‌ای کوچک و شخصی در منزل خود از این آثار ارزشمند راه‌اندازی کرده‌است.

### مسجد دو طبقه (دو محرابه)
این مسجد تاریخی دو طبقه که کارشناسان میراث فرهنگی، صنایع دستی و گردشگری هرمزگان احتمال می‌دهند در زمان قاجاریه ساخته شده، دارای ۲ محراب در ۲ طبقه است که گفته می‌شود نشانه‌ای از جمعیت بالای بندر کُنگ و رونق و آبادانی آن در گذشته دارد.
کار آواربرداری، مرمت و ساماندهی این مسجد در سال ۹۷ آغاز شده‌است.

### کارگاه لنج‌سازی
کارگاه لنج سازی در ۵ کیلومتری بندرلنگه قرار دارد. در این کارگاه لنجسازی لنج ها به روش سنتی ساخته می شوند این لنج سازی در زمان نادر شاه افشار یعنی بیش از ۱۲۰۰ سال قبل فعالیت کرده و در سال ۲۰۱۱ به نام ایران در یونسکو به ثبت رسید..

## غذاهای محلی
غذاهای محلی بندر کنگ شباهت زیادی با غذاهای اهالی کالیکوت (بندری در جنوب هندوستان) دارد. نه‌تنها غذاها بلکه نان‌ها و ادویه‌های محلی هم ریشهٔ هندی دارند.
برخی از غذاها و خوراکی‌های بومی بندر کنگ عبارت‌اند از بریانی، حواری (مسالا دار چاول)، نان فطیر (نان چپاتی)، نان کلوکی، نان حلقه‌ای، پکاره (پاکورا)، زلیبی (زولبیا)، نان ستپوری (نان پراتا)، ادویه محلی (گرم مسالا)، هریسه (نوعی هلیم)، گوبولی، میگو، بریانی، گری‌سات، کلمبا، باقلا و نخود آب‌پز گرم.